# Mirandópolis (bairro de São Paulo)
Mirandópolis é um bairro localizado na zona sul de São Paulo, pertencente ao distrito da Saúde, administrado pela Prefeitura Regional de Vila Mariana. Marcado por sua atmosfera residencial, ruas arborizadas, o bairro reflete a transformação urbana da cidade.

## História
Mirandópolis começou a ser loteado na década de 1920, durante o processo de urbanização da cidade de São Paulo. Seu nome, de origem latina, significa "cidade admirável" ou "cidade que se admira", representando o desejo de seus fundadores de criar um espaço planejado e acolhedor. Desde então, o bairro se tornou lar de uma população diversificada, composta majoritariamente por famílias de classe média e descendentes de imigrantes, especialmente italianos e japoneses.
Um dos primeiros marcos do bairro foi o "riozinho", um pequeno riacho que atravessava a região. Embora fosse considerado sujo e servisse como escoadouro de esgoto, suas margens repletas de matagal e pés de mamona eram palco de brincadeiras infantis, como a coleta de girinos e as disputas com as sementes que grudavam nas roupas. Apesar da precariedade, o riozinho fazia parte da paisagem e das memórias afetivas dos moradores.
A urbanização do bairro trouxe mudanças significativas, especialmente com o início da canalização do riozinho na década de 1960. Grandes tubos foram depositados na região, mas permaneceram inativos por cerca de uma década, tornando-se objetos de brincadeiras para as crianças, que os transformavam em "casas", "cabines de trem" e outros elementos imaginários. Finalmente, nos anos 1970, a canalização foi concluída, e a Avenida Whittaker foi inaugurada em 1978. Durante anos, os moradores continuaram a chamá-la de "Avenida Nova" ou "Avenidão". Apesar da modernização, os problemas de alagamento persistem até hoje, especialmente em pontos como o final da via, próximo ao pontilhão e ao McDonald’s, fenômeno que muitos atribuem à inadequação da canalização.
No início, as margens da Avenida Whittaker eram ocupadas por terrenos baldios e algumas construções esparsas. Aos poucos, surgiram edifícios residenciais, pequenos comércios e estabelecimentos que marcaram a memória dos moradores, como o Colégio Objetivo na Rua Luís Góes, os prédios baixos próximos à Rua Joaquim de Almeida, e o conjunto de sobrados que ainda permanece em frente à avenida. Estabelecimentos como a famosa Casa de Batidas, "point" da juventude, deram lugar a uma pizzaria delivery, enquanto a avenida passou a ser ocupada por revendas de carros e, mais recentemente, agências bancárias, o que trouxe problemas como assaltos às ruas adjacentes.
Além da Avenida Whittaker, outras ruas do bairro, como a Rua Domingos Oswaldo Bataglia, abrigaram comércios emblemáticos que marcaram gerações. O "Bar do Seu Manoel", conhecido como "venda", era um pequeno estabelecimento que, apesar da falta de higiene, vendia doces populares como pés de moleque, cocadas e maria-mole. Reformado pelas filhas do proprietário, o local ainda existe, adaptando-se às mudanças do bairro. Outro destaque era a lojinha da Dona Maria Portuguesa, um mini magazine que vendia roupas, material escolar e decalques que ilustravam trabalhos escolares.
Na mesma rua, a "venda do Senhor Joaquim" destacava-se pela limpeza e variedade de produtos, incluindo a curiosa prática de vender água sanitária a granel, armazenada em tanques. Já a famosa "Biquinha" da Oswaldo Bataglia, um ponto de encontro ao lado de um quintal que serviu como sede do time de várzea Colo Colo, remonta às memórias das festas juninas realizadas no local.
Mirandópolis também possui um legado cultural, com espaços como a capoeira do Mestre Pinatti, localizada atrás do antigo Auto Posto Mirandópolis, onde eram realizadas rodas de capoeira, batizados e outras celebrações. Apesar de a sede ter sido transformada em um boteco, a memória das atividades culturais permanece viva entre os moradores.
O coração do bairro é a praça e a Igreja de Santa Rita de Cássia, que passaram por reformas recentes para revitalização. A praça preserva bancos de concreto originais, enquanto novos calçamentos e jardinagem foram implementados. A famosa confeitaria La Bambola, um dos símbolos do bairro nos anos 1960 e 1970, marcou época com seus doces e salgados de qualidade, mas fechou com o tempo. Atualmente, o local abriga uma filial da Doceira Cristallo, que busca resgatar o charme e a convivência social do passado.

## Atualidade
Com o passar dos anos, Mirandópolis se transformou em um dos bairros com maior metragem quadrada localizados na Saúde. O preço médio do metro quadrado varia entre R$ 9.000 e R$ 12.000, dependendo da localização e do tipo de imóvel. A infraestrutura local é um de seus principais atrativos, com fácil acesso a importantes vias, como a Avenida Jabaquara e a Avenida Indianópolis, além da presença de estações de metrô como Praça da Árvore e Saúde.
O bairro é bem servido de escolas públicas e privadas, como o Colégio Objetivo e o Colégio Etapa, e conta com proximidade a hospitais de referência, como o Hospital São Paulo e o Hospital Santa Cruz. Na área de lazer, a proximidade com o Parque do Ibirapuera e o SESC Vila Mariana amplia as opções culturais para os moradores, enquanto o comércio local mantém viva a identidade do bairro.